# Epiruszi Despotátus

Epirusz 1205-1230

Az Epiruszi Despotátus késő középkori állam volt a mai Görögország és Albánia területén, egyike a negyedik keresztes hadjárat következtében összeomlott Bizánci Birodalom romjain létrejött kisebb államoknak. 1205 és 1479 között állt fenn, amikor végül meghódították az előrenyomuló oszmán hadak.

## A kezdetek (1205-1230)
Az Epiruszi Despotátust Dukász Mihály, II. Izsák és III. Alexiosz császár unokatestvére hozta létre. Eleinte Montferrati Bonifáccal, a keresztes hadjárat vezetőjével működött együtt, de hamarosan a volt bizánci provincia, Nikopolisz helytartójának (deszpotész, despota) nyilvánította magát, és felkelt a Bonifác által alapított Thesszalonikéi Királyság ellen. Országa hamarosan menedékül szolgált sok elűzött görögnek, akik Mihályt mint új Noét tisztelték, aki megmenti a görögöket a latin áradattól. A konstantinápolyi pátriárka mégsem őt, hanem I. (Laszkarisz) Theodort nyilvánította törvényes bizánci császárnak, és Nikaiában keresett menedéket. Mihály erre elismerte III. Ince pápa főségét Epirusz felett, így elszakadt az ortodox görögöktől.
A második latin császár, Flandriai Henrik követelte Mihály behódolását a Latin Császárságnak, amit ő névlegesen meg is tett, sőt megerősített azzal, hogy lányát a császár bátyjához adta feleségül (1209). Mihály ennek ellenére nem tartotta tiszteletben a szövetséget, bízván abban, hogy Epirusz hegyei bevehetetlenné teszik államát a latin támadókkal szemben. Közben Bonifác montferrati rokonai jelezték igényüket Epiruszra, mire Mihály lepaktált a velenceiekkel, és megtámadta a Thesszalonikéi Királyságot (1210). A despota rendkívül kegyetlenül bánt foglyaival, nem egy esetben latin papokat feszíttetett keresztre, ezért a pápa kiközösítette. Flandriai Henrik még ebben az évben felmentette Thesszaloníkit, Mihályt pedig belekényszerítette a felújított névleges szövetségbe.
Mihály figyelme ekkor a latin kézben levő kikötők (Durazzo, Ohrid, Larissza) felé fordult, biztosította maga számára a Konstantinápolyba vezető fő útvonalat, a Via Egnatiát, és elfoglalta a Korinthoszi-öböl kikötőit is. 1214-ben Korkürát (Korfu) is elragadta a velenceiektől, de még abban az évben meggyilkolták.
Az új despota Mihály féltestvére, Theodor lett, aki azon nyomban támadást indított a Thesszalonikéi Királyság ellen. Közben az egyre erősödő bolgárokkal is harcolt. Flandriai Henrik meghalt az ellentámadás során, Franciaországból érkező örökösét, Courtenay-i Pétert pedig 1217-ben Theodor elfogta, és valószínűleg meggyilkoltatta két év rabság után. A Nikaiai Császárság miatt ellenlépéseket tenni képtelen Latin Császárságtól 1224-ben sikerült elfoglalnia Thesszalonikét, majd miután 1225-ben III. János nikaiai császár megszerezte Drinápolyt, Theodor gyorsan elragadta tőle. A bolgárokkal szövetkezve felszabadította a latin uralom alól Trákiát, majd 1227-ben bizánci császárrá koronáztatta magát, ám uralmát sem alattvalói, sem a pátriárka nem ismerte el. 1230-ban az elbizakodott Theodor felbontotta a bolgár szövetséget abban a reményben, hogy legyőzheti II. Iván Aszen bolgár cárt, ám épp a fordítottja történt: a cár a klokotnicai csatában legyőzte, elfogta és megvakíttatta, így Theodort unokaöccse, II. Mihály követte a trónon. Később szabadon engedték a legyőzött despotát, aki Thesszáliában uralkodott fivérével, Mánuellel közösen.

## Hanyatlás (1230-1318)
A bolgároktól elszenvedett vereséget Epirusz sosem tudta kiheverni. Mihály 1246-ban elvesztette Thesszalonikét a nikaiaiakkal szemben, akik ellen ekkor szövetkezett a latinokkal. III. János ennek ellenére 1248-ban császárságának elismerésére kényszerítette, cserébe hivatalosan megerősítette despotai minőségében. Mihály még ebben az évben lányát az akháj fejedelemhez, II. Vilmoshoz adta feleségül, és inkább ezt a szövetségesét támogatta, mintsem legyőzőjét. A hamarosan bekövetkező konfliktusban II. Mihály veszített.
II. (Laszkarisz) Theodor császár megerősítette a szövetségét Mihállyal, és végül összeházasította még elődje által eljegyzett utódaikat (1256). Viszonzásképpen Theodor megkapta Durazzót, viszont ebbe a despota nem törődött bele, és a következő évben fellázadt. Legyőzött egy ellene küldött nikaiai sereget, és elindult Thesszaloniké felé, ám ekkor Manfréd szicíliai király megtámadta országát és elragadta Korfut és Albániát. Mihály nem folytathatta hadjáratát, viszont gyorsan szövetségre lépett Manfréddel (lányát adta hozzá). 1259-ben II. Vilmos mellett Thesszáliát uraló nagybátyja, a vak Theodor testvére, Mánuel is segített neki megtámadni az utolsó Laszkarisz helyett uralkodó későbbi VIII. Mihályt. A szövetség instabilnak bizonyult, a katasztrofális pelagóniai csatában elfogták Vilmost, és a nikaiai császár elindult, hogy elfoglalja druszája fővárosát, Artát. Csak néhány ióniai kikötő maradt meg II. Mihály számára, de innen a következő évben, míg Palailogosz Mihály Konstantinápoly ostromával volt elfoglalva, sikerült visszaszereznie Epiruszt. Az immár bizánci császár VIII. Mihály gyakran zaklatta Epirusz határvidékét, és 1265-ben rákényszerítette a despota fiát, I. Niképhoroszt, hogy elvegye a császár unokahúgát, Anna Kantakuzénát. Noha eztán Epiruszt vazallus területnek tekintette, sem II. Mihály, sem fia nem vélekedett így, és az athéni hercegekkel és az akháj fejedelmekkel szövetkeztek. 1267-ben Anjou Károly elfoglalta Korfut és Epirusz nagy részét. Az ellene küzdő Mihály 1271-ben hunyt el.
A császár nem kívánta meghódítani Epiruszt, és engedélyezte, hogy Niképhorosz követhesse apját, II. Mihályt annak trónján, és egyezkedhessen a Durazzót abban az évben elfoglaló Károllyal. Az új despota Károlyt hűbérurának ismerte el 1279-ben, ám a bizánciak hamarosan legyőzték urát, és Niképhorosz elveszítette Albániát. II. Andronikosszal már szövetségre lépett, de tanácsadói meggyőzték, hogy helyette válassza II. Károly szicíliai királyt, noha őt már legyőzte Andronikosz flottája. 1292-ben kötött szövetségük értelmében a király fiát, Tarantói Fülöpöt lányával házasította össze, és jelentős területeit adta el neki. 
Niképhorosz halála után a Tamás fia helyett régensi hatalmat gyakorló Anna császárné, II. Andronikosz unokatestvére mind erősebb bizánci befolyás alá került. 1309-ben fel is lázadt hűbérura, Tarantói Fülöp ellen Andronikosz kérésére, és Epiruszból elűzték a latinokat. (Igaz, Fülöp újabb területekkel gazdagodott.) Anna elérte, hogy fia II. Andronikosz lányát vegye feleségül. Tamást Niccolò Orsini, a későbbi I. Miklós ölette meg 1318-ban.

1205-1230
1230-1251
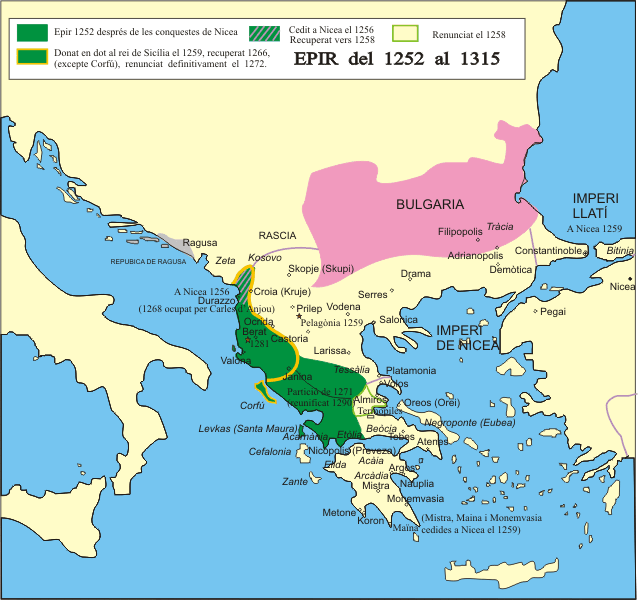
1252-1315
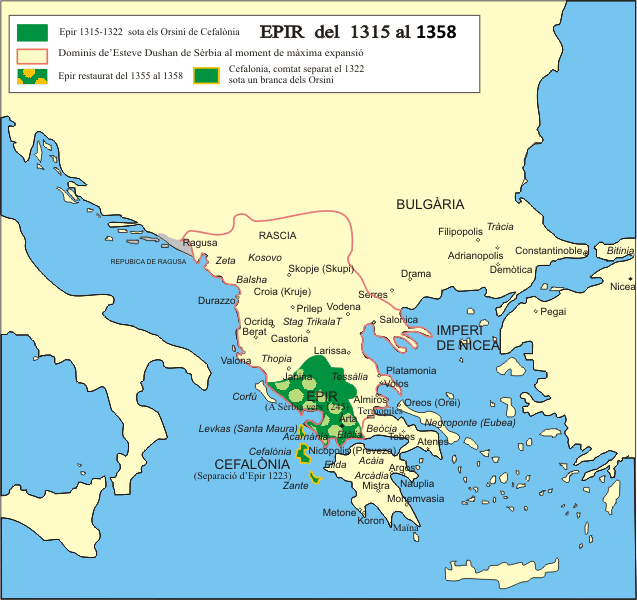
1315-1358